# Tolkaboua
Tolkaboua est une commune rurale située dans le département de Gbomblora de la province du Poni dans la région Sud-Ouest au Burkina Faso.

## Géographie
Tolkaboua se trouve à environ 15 km au sud-est du chef-lieu Gbomblora et à 4 km au nord-ouest de Legmoin (chef-lieu du département homonyme). La commune est traversée par la route nationale 11, menant à la Côte d'Ivoire.

## Économie
Du fait de sa situation géographique, Tolkaboua bénéficie des échanges marchands entre les deux chefs-lieux départementaux

## Santé et éducation
Le centre de soins le plus proche de Tolkaboua est le centre de santé et de promotion sociale (CSPS) de Legmoin tandis que le centre hospitalier régional (CHR) de la province se trouve à Gaoua.